# Passer pyrrhonotus
Il passero del Sind (Passer pyrrhonotus) è una specie di uccello passeriforme della famiglia dei Passeridae. È una specie autoctona del nord ovest del subcontinente indiano, trovandosi oggigiorno principalmente diffuso nell'estremo sudest dell'Iran, in Pakistan e nel nordovest dell'India, vivendo unicamente nelle zone boscose di questi paesi, specialmente nelle zone in presenza di fonti d'acqua dolce e di alti prati. Per il suo aspetto, può essere facilmente confuso con il passero comune (Passer domesticus) diffuso in india grazie alla sottospecie Passer domesticus indicus, anche se è leggermente più piccolo e dai colori più brillanti.
I maschi della specie si caratterizzano per avere una linea di piumaggi di color nocciola localizzata dietro agli occhi, mentre nella femmina fa un piumaggio craniale più scuro rispetto ad altre specie. Le dimensioni di questa specie non superano i 13 cm di lunghezza.
Il passero del Sind è una specie gregaria, generalmente vive in gruppi composti da 4-6 esemplari, mentre nel periodo dell'accoppiamento (che avviene durante il periodo invernale) questi gruppi possono crescere fino a varie coppie accompagnate da esemplari più giovani. I nidi sono costruiti utilizzando rametti secchi e hanno una forma sferica.
La specie è stata descritta per la prima volta da Edward Blyth nel 1845 utilizzando un esemplare catturato da Alexander Burnes a Bahawalpur nel 1840. La sua descrizione della specie fu pubblicata sul Journal of the Asiatic Society of Bengal nel 1845.